# Peter Doig

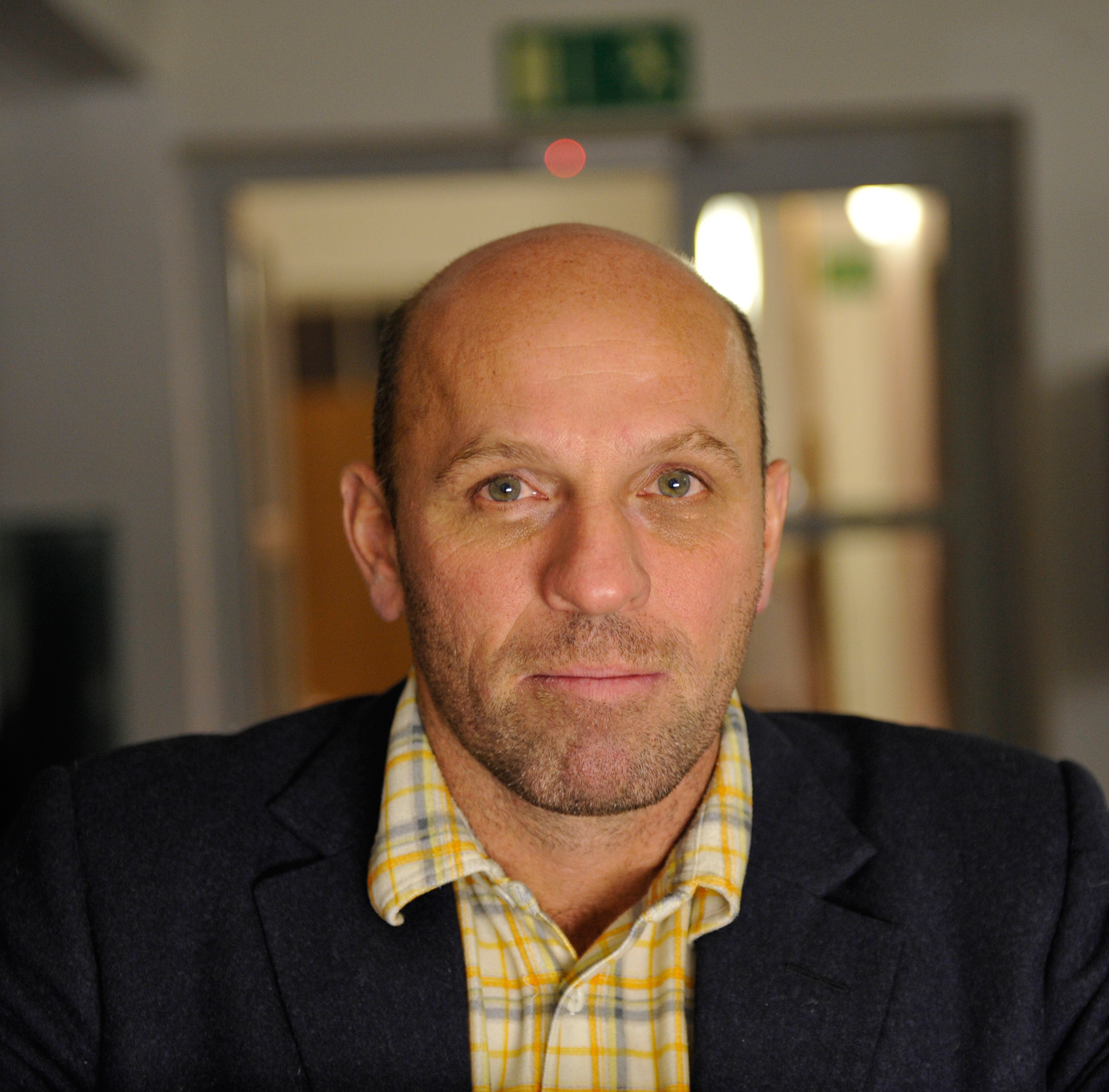
Peter Doig (2010)

Peter Doig [ˈdɔɪɡ] (* 17. April 1959 in Edinburgh) ist ein schottischer Maler. Er gilt als einer der maßgeblichen und international einflussreichsten figurativen Künstler der Gegenwart.

## Leben
Zur Welt kam Peter Doig 1959 in der Hauptstadt von Schottland, wo seine Vorfahren seit je ansässig waren. Ein Jahr nach seiner Geburt zogen die Eltern von Edinburgh nach Trinidad in die Karibik, wo Doig frühe Kindheitsjahre verbrachte. Im Jahre 1966 folgte ein Umzug nach Kanada und 1979 ein weiterer nach London – Doigs Kindheit war durch diese häufigen Umzüge geprägt. Er wohnte nie länger als drei Jahre im selben Haus und besuchte insgesamt neun verschiedene Schulen.
Als Doig 1979 nach London zog, interessierte er sich zunächst für ein Studium als Bühnenbildner. Dennoch entschied er sich aber für die Wimbledon School of Art und eine Ausbildung in der Malerei. Von 1980 bis 1983 studierte er an der St Martin’s School of Art bis zu seinem Bachelor-Abschluss. Die figurative Malerei erlebte in den 1980er Jahren erneut einen Aufschwung, nachdem das Jahrzehnt zuvor der Abstraktion, Videoarbeiten, Performances und weiteren neuartigen Formen der Kunst gewidmet gewesen war. Trotz der Rückkehr figurativer Malerei ergab sich für Doig keine Möglichkeit, seine frühen Arbeiten im Rahmen einer Galerie auszustellen. Zu seinen Inspirationen zählten Künstler aus fast allen Epochen der westlichen Kunstgeschichte: Von Goya, Courbet, Picasso und Max Beckmann zu den jungen deutschen und italienischen Neoexpressionisten wie Georg Baselitz, Sigmar Polke oder Francesco Clemente. Letztere wurden zu der Zeit zunehmend in Londoner Galerien gezeigt.
Im Jahre 1986 zog Doig zurück nach Montreal, drei Jahre später kehrte er wieder nach London zurück. Sechs Jahre zuvor hatte Doig nach seinem Abschluss in St. Martin‘s ein einjähriges Master-Stipendiat an der Chelsea School of Art in London abgelehnt. 1989 bewarb er sich dennoch an der Kunsthochschule und schloss 1990 seinen Master of Arts ab. Während seines Studiums arbeitete der Künstler 1989 zeitweise als Ankleider bei der English National Opera.
Peter Doig wurde im Jahr 2000 eine Residency in Trinidad angeboten. 2002 zog er gemeinsam mit seiner Familie, seiner Frau und fünf Kindern zurück auf die ihm aus seiner Kindheit bekannte karibische Insel. Sein Studio richtete er sich beim Caribbean Contemporary Arts Centre nahe Port of Spain ein, wo er gemeinsam mit seinem Freund und Künstlerkollegen Chris Ofili arbeitete. Er bezog außerdem ein Haus in den nahegelegenen Bergen, um dort in Ruhe arbeiten zu können.
Doig war derweil von 1995 bis 2000 im künstlerischen Aufsichtsrat der Tate Gallery in London und von 2005 bis 2017 als Professor für Malerei an der Kunstakademie Düsseldorf tätig.

## Werk
Peter Doigs Werk ist bekannt für das Verweben eines umfangreichen Archivs von gefundenen und selbst fotografierten Bildern, von Techniken, Stimmungen, Titeln und Themen der Musik- und Kunstgeschichte. Sie dienen nicht als Vorlage, sondern immer wieder als neu kombinierbare Auslöser oder Informanten, eingesetzt und erlebt vom Künstler als vielfältige Inspirationsfelder und Bilderzeugungstechniken. Sie führen dazu, dass Fotografie, Film, Musik und Malerei in seinem Werk immer gleichzeitig anwesend sind. Seine Werke oszillieren oftmals zwischen persönlichen Erinnerungen und Sehnsüchten. Kunstkritiker haben beschrieben, wie Doigs Malerei aufgrund der verschiedenen Referenzen und Erinnerungen in einer imaginären und einzigartigen Welt der Farbigkeit münden. „This is imaginative art of the highest order“, so der amerikanische Kunstkritiker Jonathan Jones.
Doigs figurative Malerei gehört heute zu den einflussreichsten künstlerischen Formulierungen seiner Generation. Sowohl seine rege Ausstellungsaktivität als auch der Kunstmarkt und die dort erzielten Rekordpreise für seine Werke spiegeln Doigs fortwährenden Erfolg wider. Die verschiedenen Ausgangspunkte, die Doigs Gemälden zugrunde liegen, beruhen auf den Erlebnissen und alltäglichen Eindrücken des Künstlers. Doigs nomadisches Leben hat dabei einen großen Einfluss auf seine Malerei: „Ich habe nie einen Plan, wie das Bild sein soll. Das Malen ist immer eine Reise“, so der Künstler über seinen Arbeitsprozess. Der Einfluss seiner Erlebnisse zeigt sich deutlich anhand der karibischen und kanadischen Landschaften auf seinen großformatigen Bildern – ihre Exotik auf der einen, ihre einsame Wildnis auf der anderen Seite. Der Künstler schöpft seine Motive aus diesen persönlichen Begegnungen in und mit der Landschaft. Allerdings interessiert er sich nicht für „vedutenhafte Abbildungen“, auch wenn einzelne Bildmotive auf tatsächlich existierende Landmarken zurückgehen, wie beispielsweise die Gefängnisinsel von Trinidad in 100 Years Ago (Carrera). Ebenso werden gewisse Bezüge zur Malerei von Edvard Munch, Paul Gauguin oder Pierre Bonnard ersichtlich.
Obwohl Fotografien oder Plakate häufig als Grundlage seiner Bilder dienen, sind seine Gemälde nicht in einem fotorealistischen Stil gehalten. Selten dient auch ein Film als Ausgangspunkt. Sean Cunninghams Horrorfilm Freitag der 13. (1980) hatte Doig so tief beeindruckt, dass die abschließende Traumsequenz des Films – ein Kanu, in dem eine Frau im wallenden Haar sitzt – seither ein zentrales Sujet für den Maler ist. Es inspirierte ihn zu zahlreichen weiteren Bildern. So etwa zu seinem 1991 entstandenen Gemälde White Canoe, das im Jahr 2007 bei einer Auktion 7,7 Millionen Pfund erzielte. Peter Doig avancierte damit unerwartet zum teuersten lebenden Künstler der Gegenwart, allerdings nur für ein paar Tage.
Häufig verwendet Doig unübliche Farbkombinationen und Blickwinkel und erzielt damit eine magisch realistische Wirkung. Eines seiner Markenzeichen ist die Verweigerung, sich einem künstlerischen Mainstream unterzuordnen; seine Bilder sind zwar ästhetisch, aber gleichzeitig auch sozialkritisch zu sehen. In den Gemälden, deren Ruhe jeden Moment zu kippen scheint, gerinnen Erinnerung, Biographisches, populäre Bilder und erzählte Handlungen zu traumartigen Sequenzen.
Seit April 2003 veranstaltet Doig zusammen mit seinem Freund Che Lovelace in seinem Studio in Laventille ein kleines Filmfestival für zeitgenössische avantgardistische Filme. Der StudioFilmClub zeigt im wöchentlichen Rhythmus Filme, die den beiden Veranstaltern von Freunden geschickt werden oder die sie selbst von Reisen mitbringen. Dies geschieht im privaten Rahmen des Ateliers, aber mit der Offenheit einer Clubveranstaltung, in welcher Gespräche, Barbetrieb oder ein Konzert im Rahmen des Filmabends Platz erhalten. Ihr Programm umspannt Filmklassiker ebenso wie Independent-, Musik- und Künstlerfilme und aktuelle Hollywoodproduktionen. Für diese Veranstaltungen malt der Künstler Plakate, die als Ankündigung auf dem Gelände des Kulturzentrums aufgehängt werden. „Diese Gemälde sind Wegweiser und Informationsinstrument, aber eben auch typische Werke Peter Doigs, in denen das für sein Werk so bezeichnende Filmische, insbesondere die Qualität der Evokation der Imagination des Betrachters, eine Verdoppelung und Steigerung durch den Verweis auf einen konkreten Film erfährt“, wie die Einleitung der Ausstellung StudioFilmClub 2005 in der Kunsthalle Zürich umschreibt. Gerade jene spontanen Plakate sind bei Galeristen in Europa sehr begehrt und erzielen Höchstpreise auf Versteigerungen.
Peter Doigs Werke erzielten Preise bis zu 26 Millionen US-Dollar. Von der Kunstzeitschrift Monopol wurde er 2007 als achtwichtigster lebender Künstler der Welt benannt.

## Rechtsstreit (2016)
2016 fand er sich in einem als „bizarr“ beschriebenen Rechtsstreit wieder, weil er die Urheberschaft an einem ihm zugeschriebenen Gemälde abgestritten hatte und deshalb von einem Kunsthändler und einem ehemaligen Gefängniswärter auf Schadenersatz in Höhe von 7,9 Millionen US-Dollar verklagt wurde. Der ehemalige Wärter behauptete, der damals noch unbekannte Doig habe ihm das Gemälde 1976 in Thunder Bay verkauft, wo er zu diesem Zeitpunkt inhaftiert gewesen sei. Der Besitzer wollte das vermeintliche Bild des inzwischen berühmten Malers, der als „der neue Bacon oder Freud“ gehandelt wird, mit hohem Gewinn weiterverkaufen. Das Acrylgemälde weist die Signatur „Peter Doig 76“ auf und stellt eine Wüstenlandschaft dar. Doig konnte während des Prozesses beweisen, nie eine Gefängnisstrafe in Thunder Bay verbüßt und keines seiner über 500 Gemälde mit Acrylfarbe gemalt zu haben. Der zuständige Richter urteilte nach sieben Verhandlungstagen am 23. August 2016 in Chicago: „Peter Doig kann nicht der Urheber dieses Werkes gewesen sein.“ Ähnlichkeiten zwischen dem Bild und Gemälden von Doig seien „purer Zufall“. Der Maler des Gemäldes sei in Wirklichkeit der inzwischen verstorbene kanadische Amateurmaler Peter Doige. Dessen Schwester bestätigte im Prozess seine Urheberschaft.

## Ausstellungen
- Metropolitan Gallery, London, 1984
- The Naked City, Air Gallery, London, 1986
- Articule, Montreal, Quebec, 1990
- Whitechapel Artist Award, Whitechapel Gallery, London, 1991
- Concrete Cabins, Victoria Miro Gallery, London; Gavin Brown’s Enterprise, New York, 1994
- Blotter, Contemporary Fine Art, Berlin, 1995
- Freestyle, Victoria Miro Gallery, London, 1996
- Gesellschaft für Aktuelle Kunst, Bremen, 1996
- Gavin Brown’s Enterprise, New York, 1996
- Homely, Gesellschaft für Aktuelle Kunst, Bremen, 1996
- Blizzard Seventy Seven, Kunsthalle, Kiel; Kunsthalle, Nürnberg; Whitechapel Gallery, London 1998
- Buffalo Station, Victoria Miro Gallery, London; Cabinet Gallery, London, 1998
- Country-rock, Contemporary Fine Arts, Berlin, 1999
- Version, Kunsthaus Glarus, 1999
- Wing-mirror, Gavin Brown’s Enterprise, New York, 1999
- Echo Lake, Matrix, University of California, Berkeley; Museum of Contemporary Art, Miami; The Saint Louis Art Museum, 2000
- Almost Grown, The Douglas Hyde Gallery, Dublin; The Power Plant Gallery, Toronto, 2000
- Morris and Helen Belkin Art Gallery, University of British Columbia, 2001
- Vancouver National Gallery of Canada, Ottawa, 2001
- Peter Doig. The Prints, The Bailey Collection, Toronto, 2002
- 100 Years Ago, Victoria Miro Gallery, London, 2002
- Peter Doig: Works on Paper, Michael Werner Gallery, New York, 2002
- Peter Doig: Painter as Printmaker, James Hyman Fine Art, London, 2003
- Peter Doig, The Arts Club of Chicago, 2003
- Charley’s Space, Bonnefantenmuseum, Maastricht; Carré D’Art Contemporain de Nimes, 2003
- Peter Doig, Metropolitain, Pinakothek der Moderne, Munich, 2004
- Peter Doig, Kestnergesellschaft, Hannover, 2004
- Peter Doig STUDIOFILMCLUB, Museum Ludwig, Cologne; Kunsthalle, Zurich, 2005[21]
- Peter Doig: Works on Paper, Dallas Museum of Art; Gallery at Windsor, Vero Beach; The Art Gallery of Ontario, 2005[22][23][24]
- Peter Doig: Go West Young Man, Museum der Bildenden Kunste, Leipzig, 2006[25]
- Peter Doig: Studiofilmclub 2003–2006, Ballroom Marfa, Texas, 2006[26]
- Peter Doig Retrospective, Tate Britain, London; Musee d’Art, Moderne de la Ville de Paris; Schirn Kunsthalle, Frankfurt, 2008[27][28]
- Peter Doig: Not for Sale, Contemporary Fine Arts, Berlin, 2009[29]
- Peter Doig: New Paintings, Michael Werner Gallery in collaboration with Gavin Brown’s Enterprise, New York, 2009[30]
- Peter Doig, Musée d’art Moderne, Paris, 2011
- Siegfried + Poster Project, Gallery Met at the Metropolitan Opera, New York, 2011[31]
- Peter Doig: New Paintings, Michael Werner Gallery, London, 2012[32]
- No Foreign Lands, National Galleries of Scotland, Edinburgh; Musée des Beaux-Arts de Montreal, Montreal, 2013[33][34]
- Early Works, Michael Werner Gallery, New York, 2013[35]
- Early Works, Michael Werner Gallery, London, 2014[36]
- Peter Doig, Fondation Beyeler, Basel, 2014[37]
- Peter Doig, Louisiana Museum of Modern Art, Humlebaek, 2015[38]
- Peter Doig, Fondazione Bevilacqua La Masa, Palazzetto Tito, Venice, 2015[39]
- Peter Doig, Michael Werner Gallery, New York, 2015[40]
- Peter Doig: Cabins and Canoes, Faurschou Foundation, Beijing, 2017
- Peter Doig: studiofilmclub, CAC, Málaga, 2017[41]
- Peter Doig, Michael Werner Gallery, New York, 2017[42]
- Peter Doig, Michael Werner Gallery, London, 2017[43]

## Öffentliche Sammlungen
Peter Doigs Malerei wird in einer Vielzahl internationaler Museumssammlungen repräsentiert mit Gemälden wie The House that Jacques Built (1992) im Tel Aviv Museum of Art; Boiler House (1994), im San Francisco Museum of Modern Art; und Ski Jacket (1994), im Tate Modern in London. Ebenso vertreten ist er unter anderem im British Museum in London, in der Walker Art Gallery in Liverpool, in der Southampton City Art Gallery, im Musée National d’Art Moderne in Paris, im Bonnefantenmuseum in Maastricht, als Teil der Münchner Goetz Collection, in der Nürnberger Kunsthalle, in der Sammlung der Fondation Beyeler in Basel, im Museo Cantonale d'Arte in Lugano, im Museu de Arte Moderna - Colecção Berardo in Sintra, in der National Gallery of Canada, im Art Institute of Chicago, im Museum of Modern Art, New York, im Metropolitan Museum of Art, New York, sowie im Whitney Museum of American Art in New York, in der National Gallery of Art in Washington, im Hirshhorn Museum in Washington oder im Philadelphia Museum of Art und Dallas Museum of Art.

## Auszeichnungen
- 1993: durch die Liverpool John Moores University für sein Bild Blotter
- 1994: Turner Prize (Nominierung)
- 1994: Prix Eliette von Karajan
- 2008: Wolfgang-Hahn-Preis Köln
- 2009: TWO x TWO for AIDS and Art, amfAR Award für Doigs künstlerischen Beiträge im Kampf gegen AIDS[44]
- 2017: Whitechapel Gallery Art Icon[45]
- 2025: Praemium Imperiale[46]